# Klokgevel

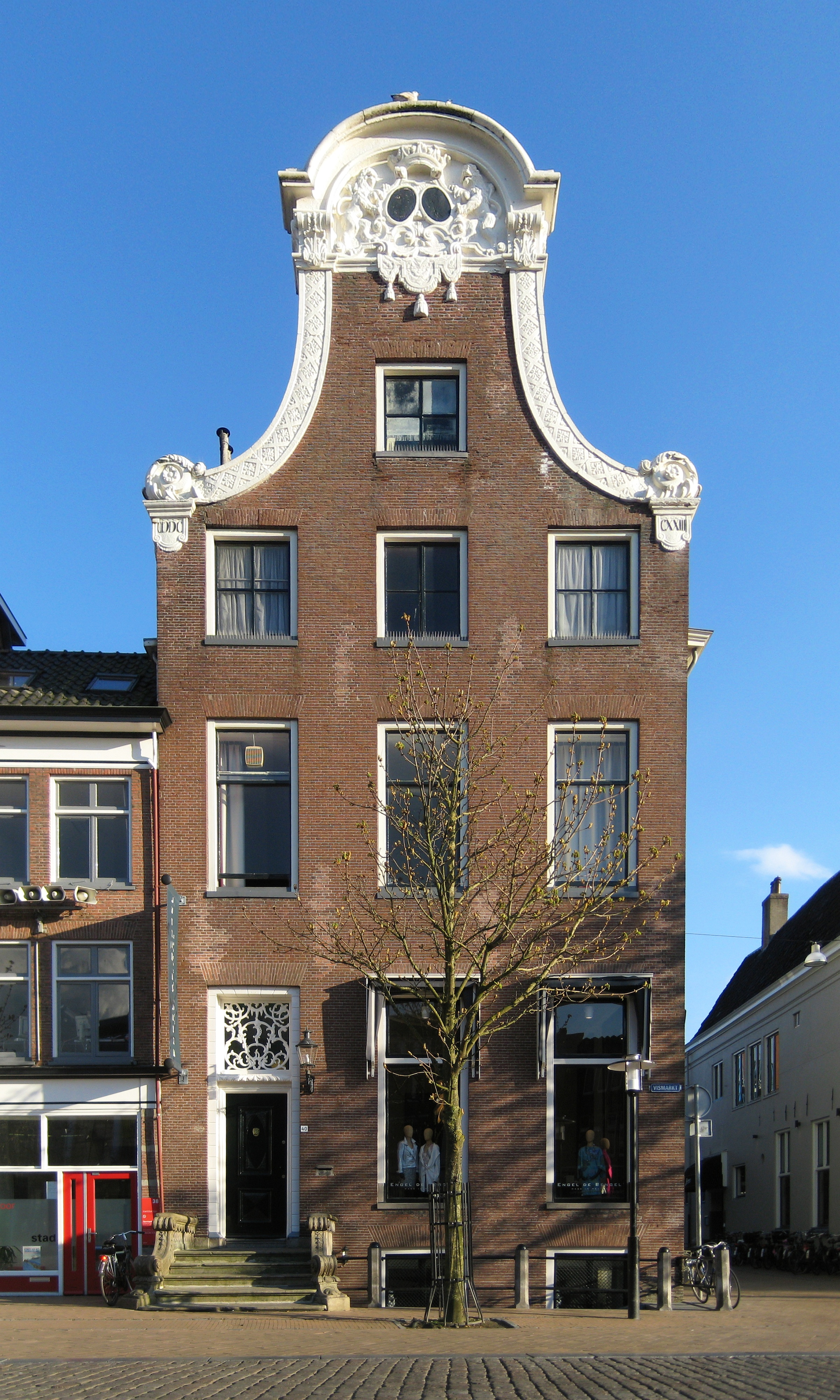
Klokgevel uit 1723 in Groningen (Vismarkt 40)

Een klokgevel is een gevel van een smal huis waarvan de bovenzijde de vorm heeft van een klok.
De klokgevel is ontstaan uit de halsgevel, toen de Lodewijk XIV-stijl uit de mode raakte. De klauwstukken van de halsgevels raakten toen vereenvoudigd, waarbij de ruimte tussen de buitenrand en de bakstenen top nog slechts met wafelmotief of schubben werd opgevuld. Uiteindelijk werd dus de versiering door klauwstukken min of meer opgegeven, waarna alleen een klok-model overbleef, afgezet met brede natuurstenen banden. Meestal met minder beeldhouwwerk dan bij de halsgevel. Een voorbeeld dat de overgang goed laat zien is Damrak 55 te Amsterdam (zie afbeelding onder).
Klokgevels zijn bijvoorbeeld in Amsterdam gebouwd vanaf omstreeks 1660 tot 1790. De 18e-eeuwse klokgevels verschillen duidelijk van de 17e-eeuwse omdat zij geheel andere ornamenten hebben. In de 17e eeuw wordt de klokgevel versierd met ornamenten als vruchten- en bloemenslingers. In de 18e eeuw wordt de klokgevel toegepast in combinatie met Lodewijk XV-ornamenten. Er worden dan meer klokgevels dan halsgevels gebouwd.
In de 17e eeuw zijn de klokgevels lager en eenvoudiger dan in de 18e eeuw. Frontonbekroningen en vruchten- en bloemenslingers komen alleen in de 17e eeuw voor. In de 18e eeuw wordt de zwenking steeds sterker, de aanzetstukken worden steeds speelser en de topbekroning verandert: geen frontons, meer weelderige versieringen, maar geen bloemen en fruitmotieven meer.

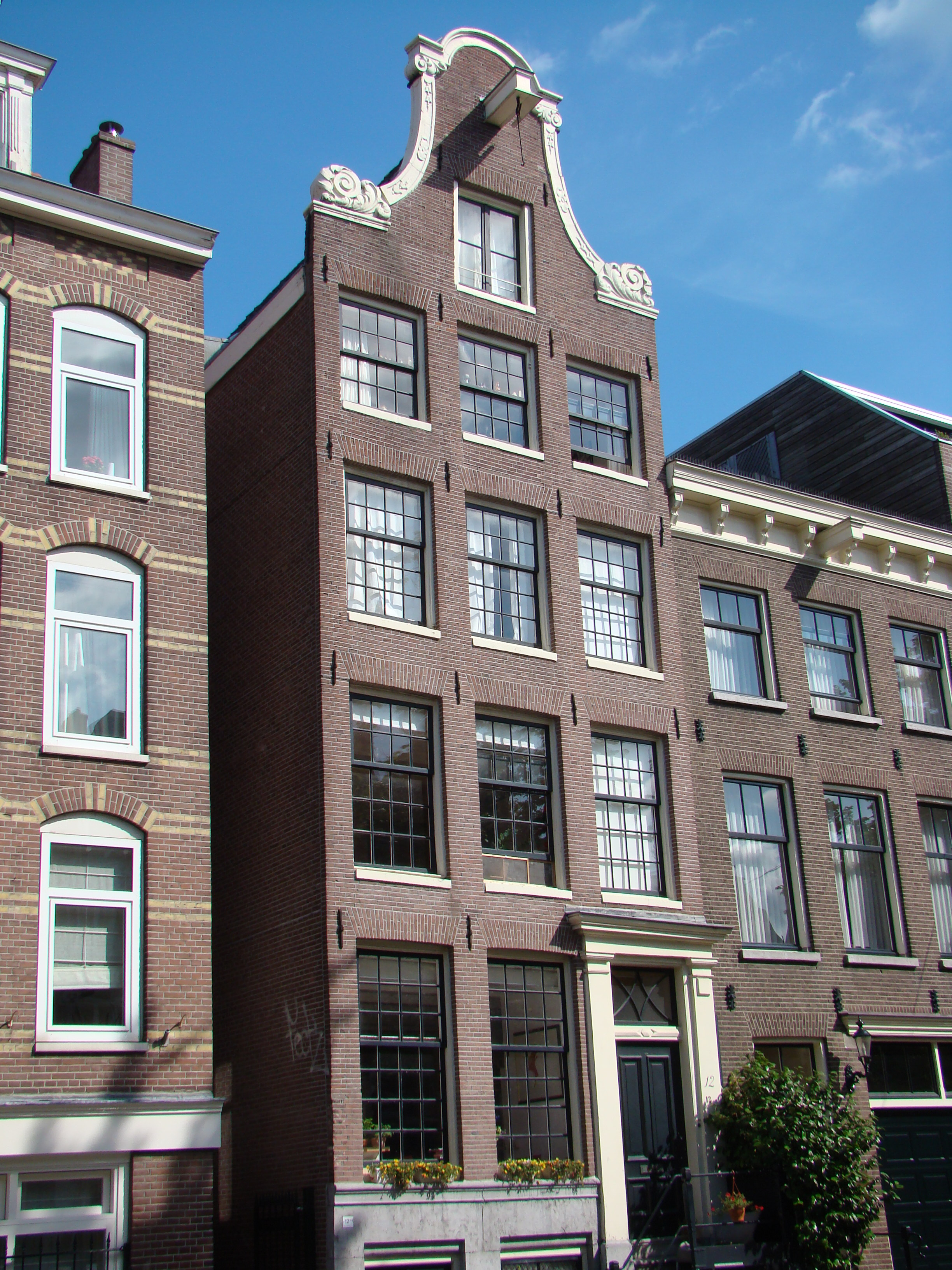
Klokgevel (Lindengracht 12 te Amsterdam)
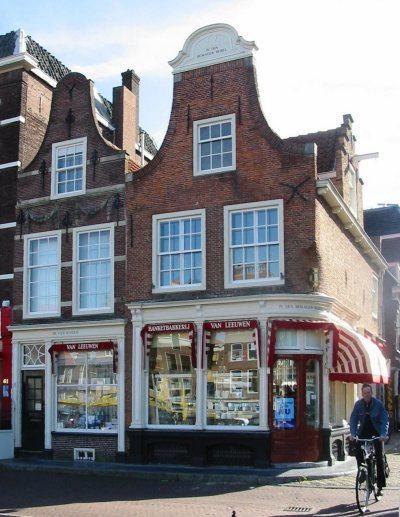
Klokgevels in Delft
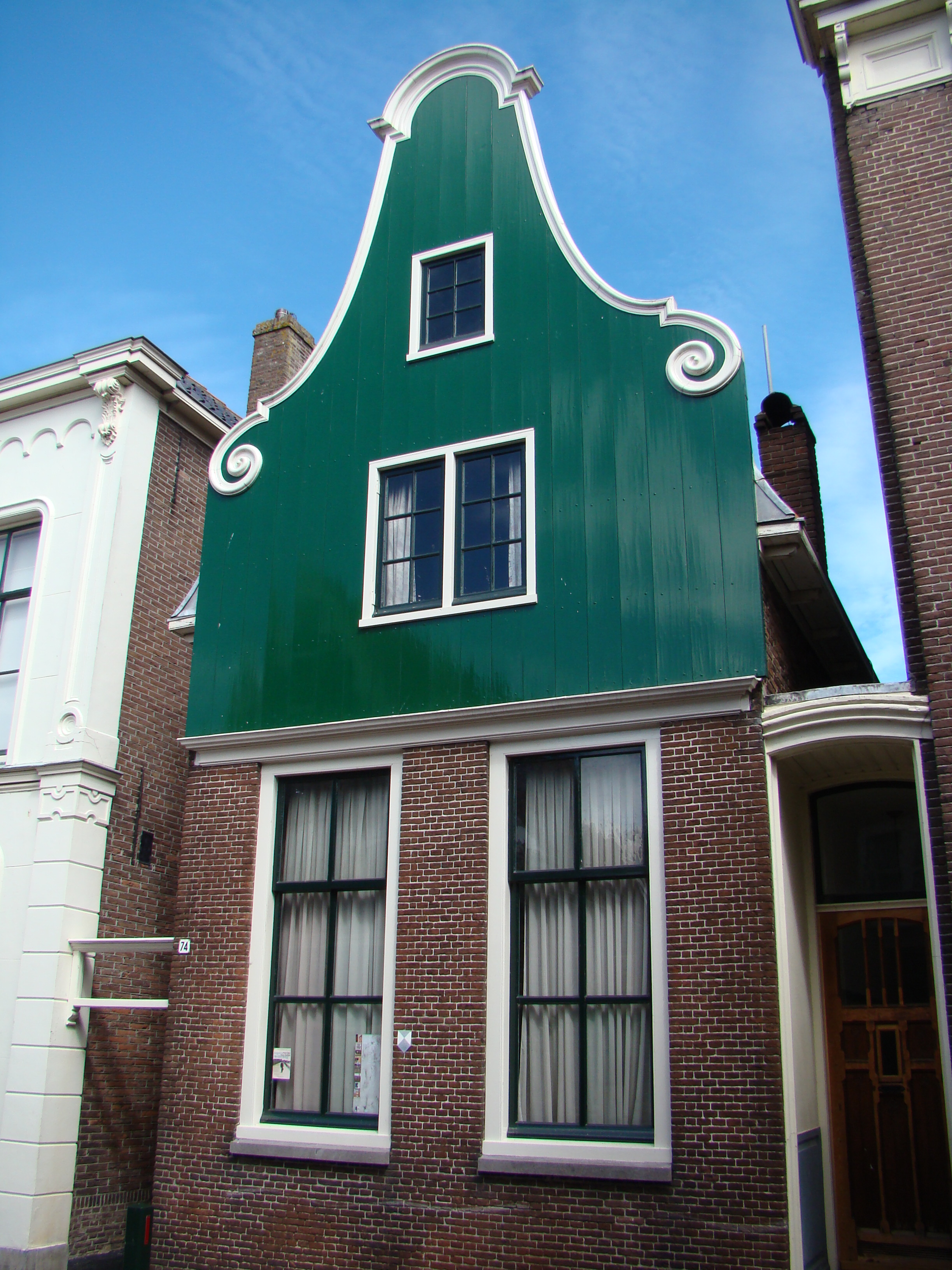
Houten 19e-eeuwse klokgevel boven een bakstenen pui
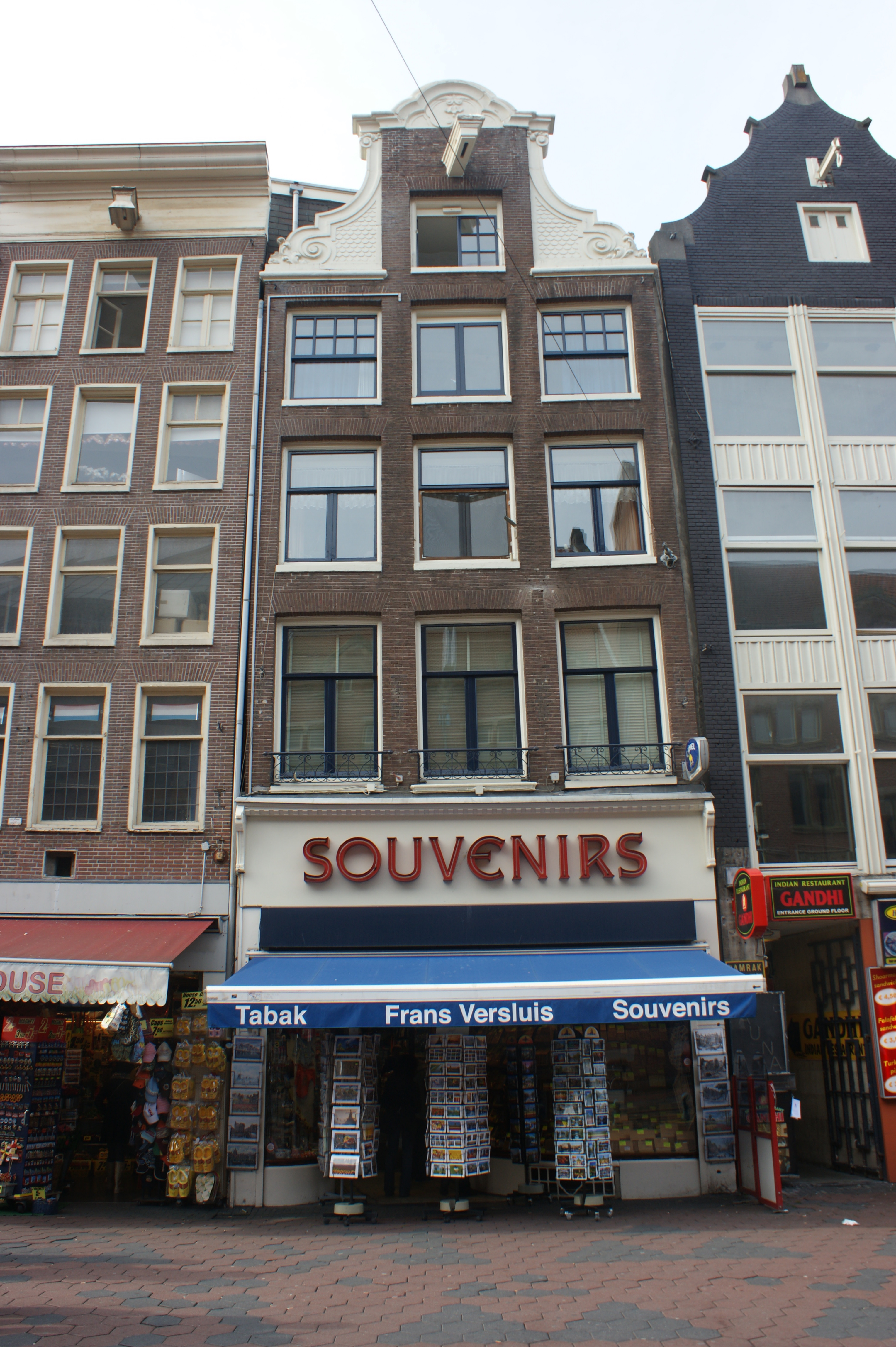
Voorbeeld overgang van hals- naar klokgevel (Damrak 55, Amsterdam)